# The Living Fire (filme)
The Living Fire (em ucraniano:  Жива ватра, em português: O Fogo Vivo) é um documentário ucraniano dirigido por Ostap Kostyuk.
A versão cinematográfica do filme (77 minutos de duração) foi lançada pela primeira vez na distribuição cinematográfica ucraniana a 29 de Setembro de 2016. A versão para TV do filme (52 minutos de duração) foi lançada pela primeira vez no UA:First a 19 de Novembro de 2016. O lançamento da versão para a TV foi precedido por uma arrecadação de fundos de crowdfunding na plataforma ucraniana Spilnokosht, que foi concluída com sucesso e os criadores do filme conseguiram arrecadar mais de ₴70 mil.
Em 2017, o filme ganhou duas indicações para o Prémio Nacional de Cinema Ucraniano, o "Golden Dzyga".

## Prémios e indicações
Vitórias
2015 - Prémio Especial do Júri do Canadian International Documentary Film Festival Hot Docs (Toronto, Canadá)
2015 - Prémio de melhor documentário do 18.º Festival Internacional de Cinema Infantil e Juvenil Olympia (Grécia)
2016 - Prémio Festival de Cinema de Salem (EUA)
Nomeações e diplomas
2015 - Diploma especial do júri do Festival Internacional de Cinema de Odessa (Odessa, Ucrânia)
2015 - Diploma do Festival Internacional de Cinema "November [be]" (Minsk, Bielorrússia).
2015 - Seleccionado para participar no programa de competição do Festival Internacional de Cinema de Karlovy Vary (Karlovy Vary, República Checa).
2015 - Seleccionado para participar no programa de competição do Festival Internacional de Cinema de Chicago na nomeação "Gold Hugo" (Melhor Documentário Internacional) (Chicago, EUA).
2015 - Seleccionado para participar no programa de competição do Festival Internacional de Cinema de Reykjavik (Reykjavik, Islândia).
2015 - Seleccionado para participar no programa de competição do Festival Internacional de Cinema de Zurich na nomeação "Golden Eye" (Melhor Documentário Internacional) (Zurique, Suíça).
2016 - Seleccionado para participar no programa de competição do Festival Internacional de Cinema Pelicam (Tulcea, Romênia).